# Exbibyte
Exbibyte (zkratka exa binary byte), zkráceně EiB – jednotka informace, která se používá pro vyjádření množství digitálních dat.
1 exbibyte = 260 bajtů = 1 152 921 504 606 846 976 bytů = 1024 pebibajtů
Exbibyte je úzce spjat s exabyte, který je definován jako 1018 bajtů = 1 000 000 000 000 000 000 bajtů (viz binární předpony) a tedy 1 exbibyte je zhruba roven 1.15 exabyte (EB).
One exbibyte (1 EiB) je roven 8 exbibitů (8 Eibit).
Následně 1024 EiB se rovná jednomu zebibyte (1 ZiB).